# Aïrosa
L’Aïrosa est un bateau de pêche au thon, à la ligne, construit en 1953 dans le chantier naval Hiribarren frères de Ciboure dans les Pyrénées-Atlantiques. Sa coque est en chêne et le pont en sapin.
Le Patchiku et lui sont caractéristiques du patrimoine maritime basque et derniers exemplaires de la construction traditionnelle de la charpenterie de marine basque.
Son immatriculation est : BA 294 641 (Bayonne).
Appartenant à un particulier, il est toujours en activité.
L’Aïrosa fait l’objet d’un classement au titre objet des monuments historiques depuis le 7 juin 2002.

## Histoire
Ce bateau de pêche est un ligneur destiné à la pêche au thon. 
Il est dit de type bolincheur car aussi utilisé pour la pêche au maquereau. Les pêcheurs de Saint-Jean-de-Luz introduisirent l'usage de la bolinche (filet tournant archétype de la senne) entre les deux guerres. Il pratique aussi la pêche à la palangre.
L’Aïrosa est équipé de trois mâts de travail lui permettant de se mouiller les engins en mer. Le mât arrière porte le power-block, une grosse poulie gérant la bolinche. Il peut aussi gréer un foc et un tapecul, voilure de travail permettant de tenir le bateau dans le vent durant ses dérives en opération de pêche.
Un poste d'équipage sur l'avant contient six couchettes et une cuisine est attenante à la salle des machines. La proximité de ces 2 pièces permet la réutilisation intelligente de l'huile de machine.
Avec le Patchiku, il a participé au tournage du film en 1999 Les Moissons de l'océan réalisé pour France 2. 

## Note et référence
1. ↑  La construction navale à Ciboure
2. ↑  Notice no PM64000744, sur la plateforme ouverte du patrimoine, base Palissy, ministère français de la Culture